# Venray
Venray es una comuna de los Países Bajos de la provincia de Limburgo. Cuenta con 39.250 habitantes a 1 de enero de 2009. Sus coordenadas geográficas son: 
51°32′N  5°58′E.

## Fotos

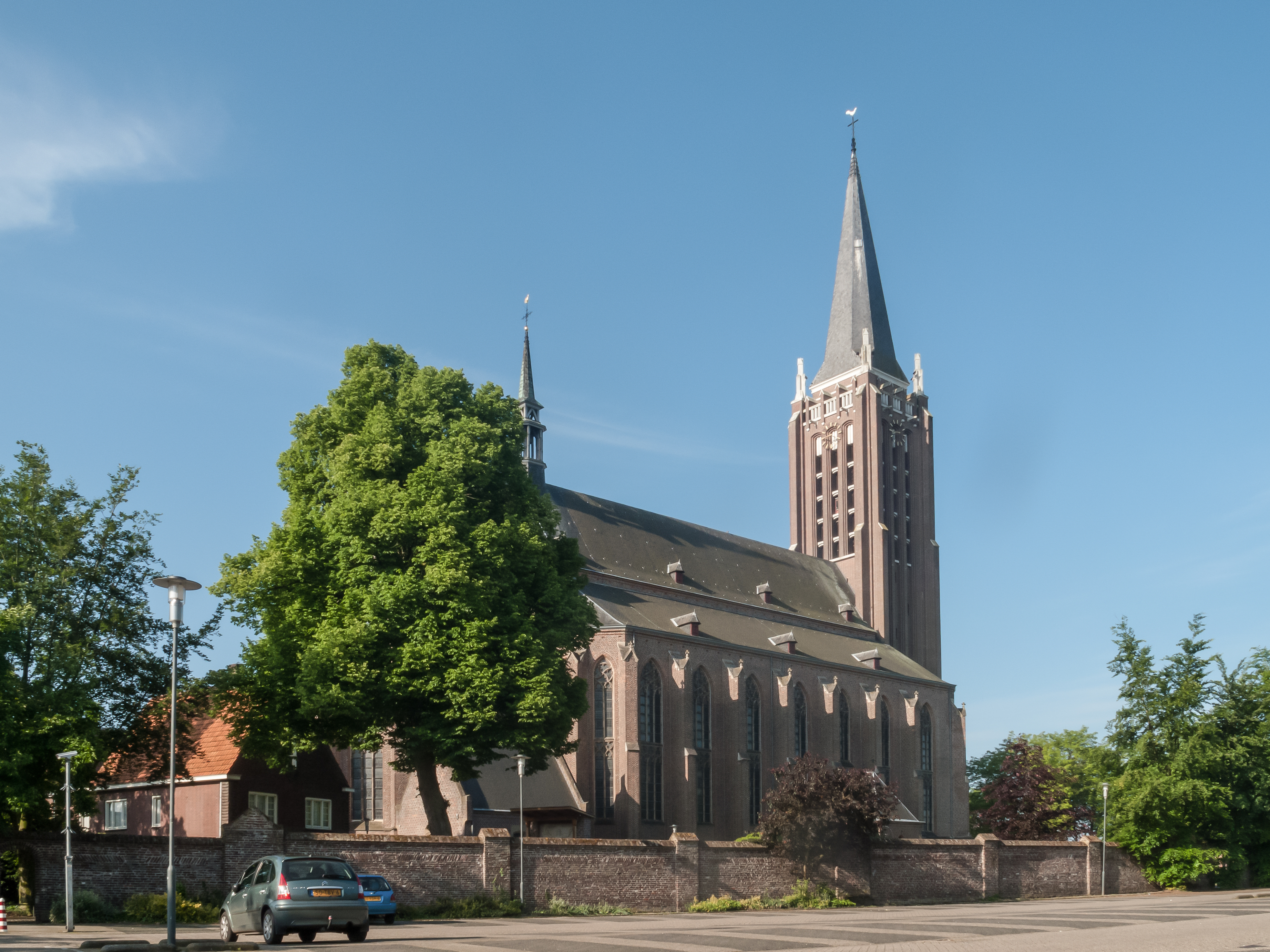
Venray, la iglesia: de Sint Petrus-Bandenkerk
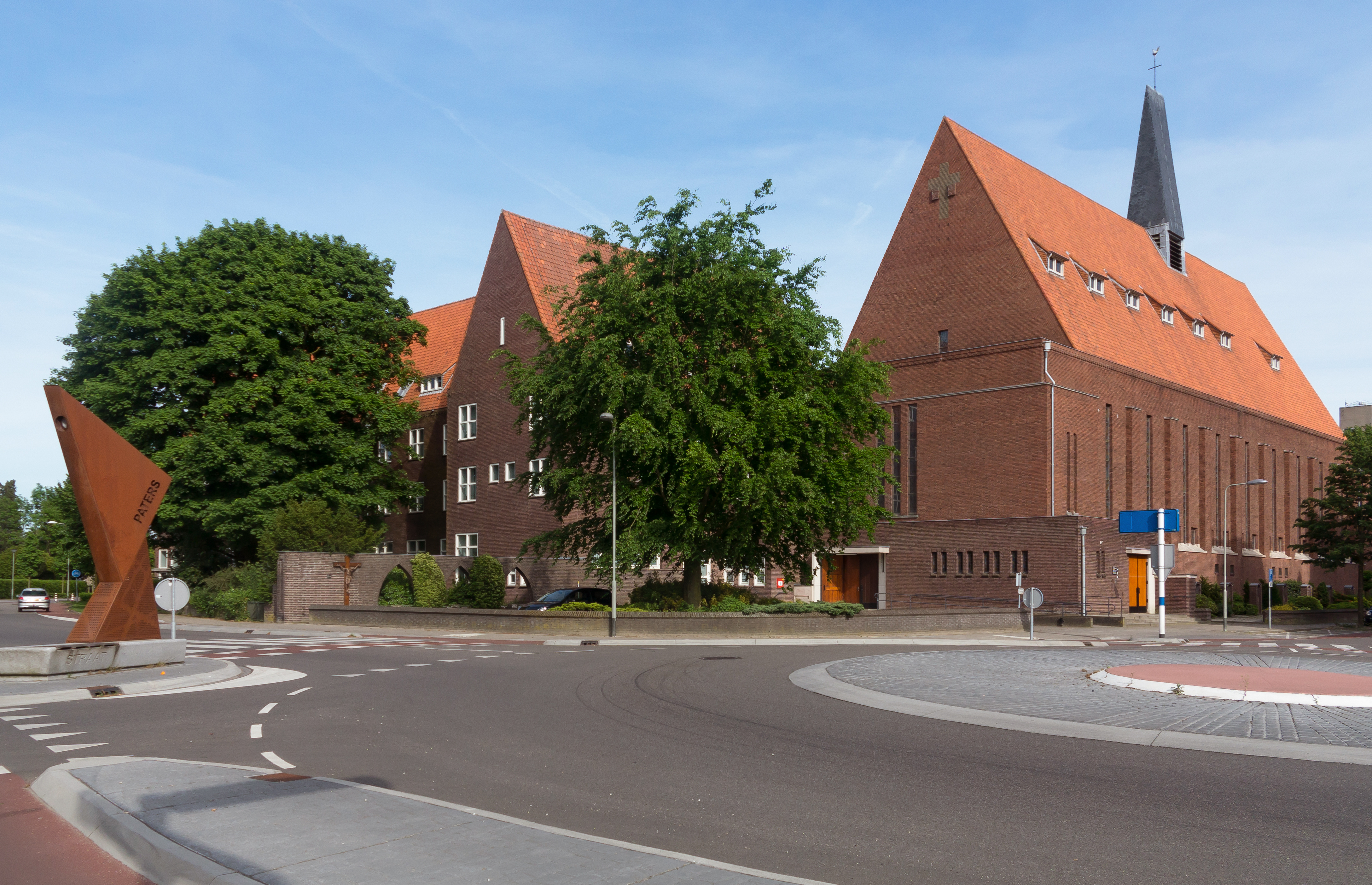
Venray, la iglesia: Onze Lieve Vrouw van Zeven Smarten of Paterskerk
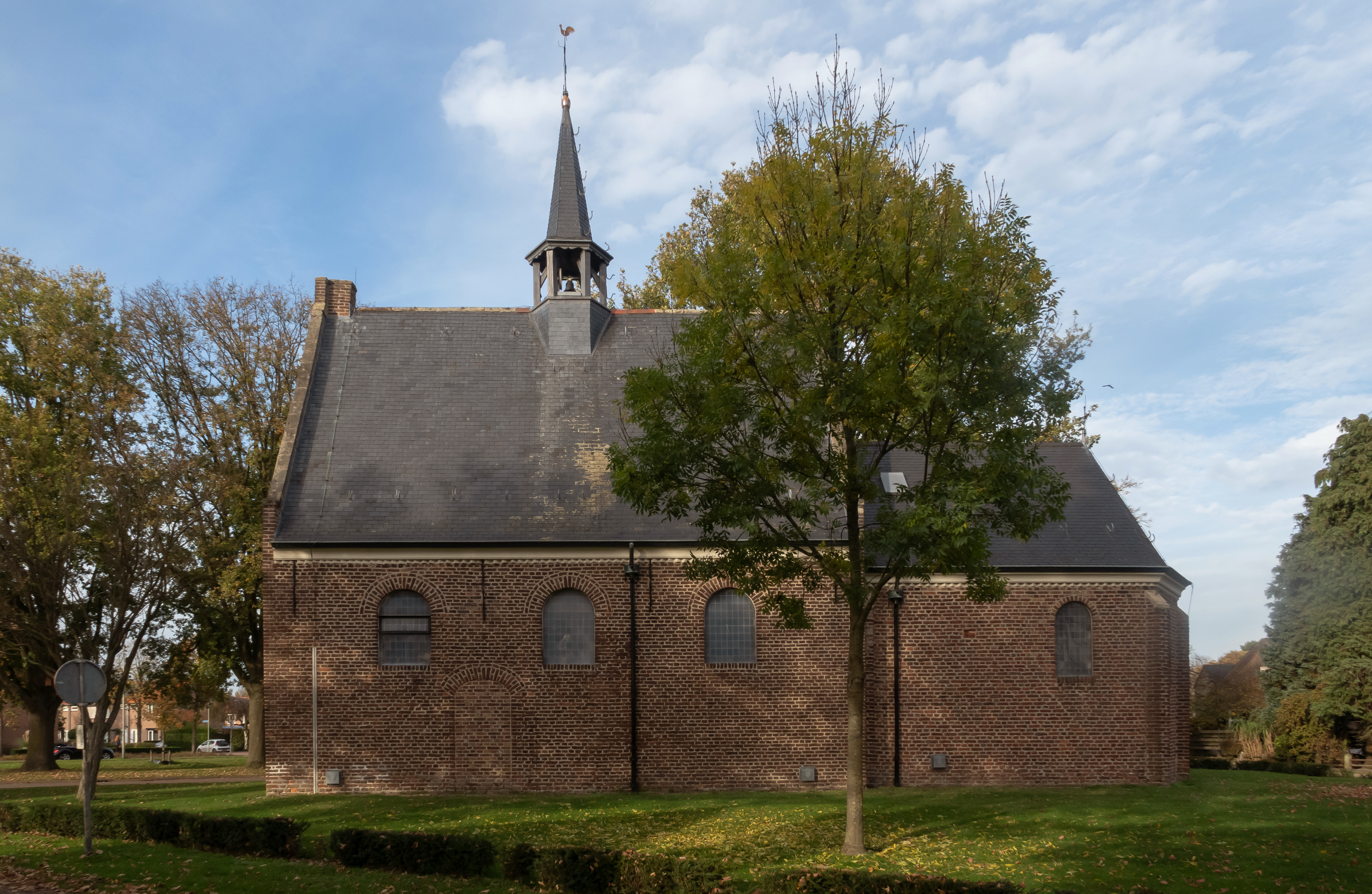
Venray, la capilla: Hubertuskapel
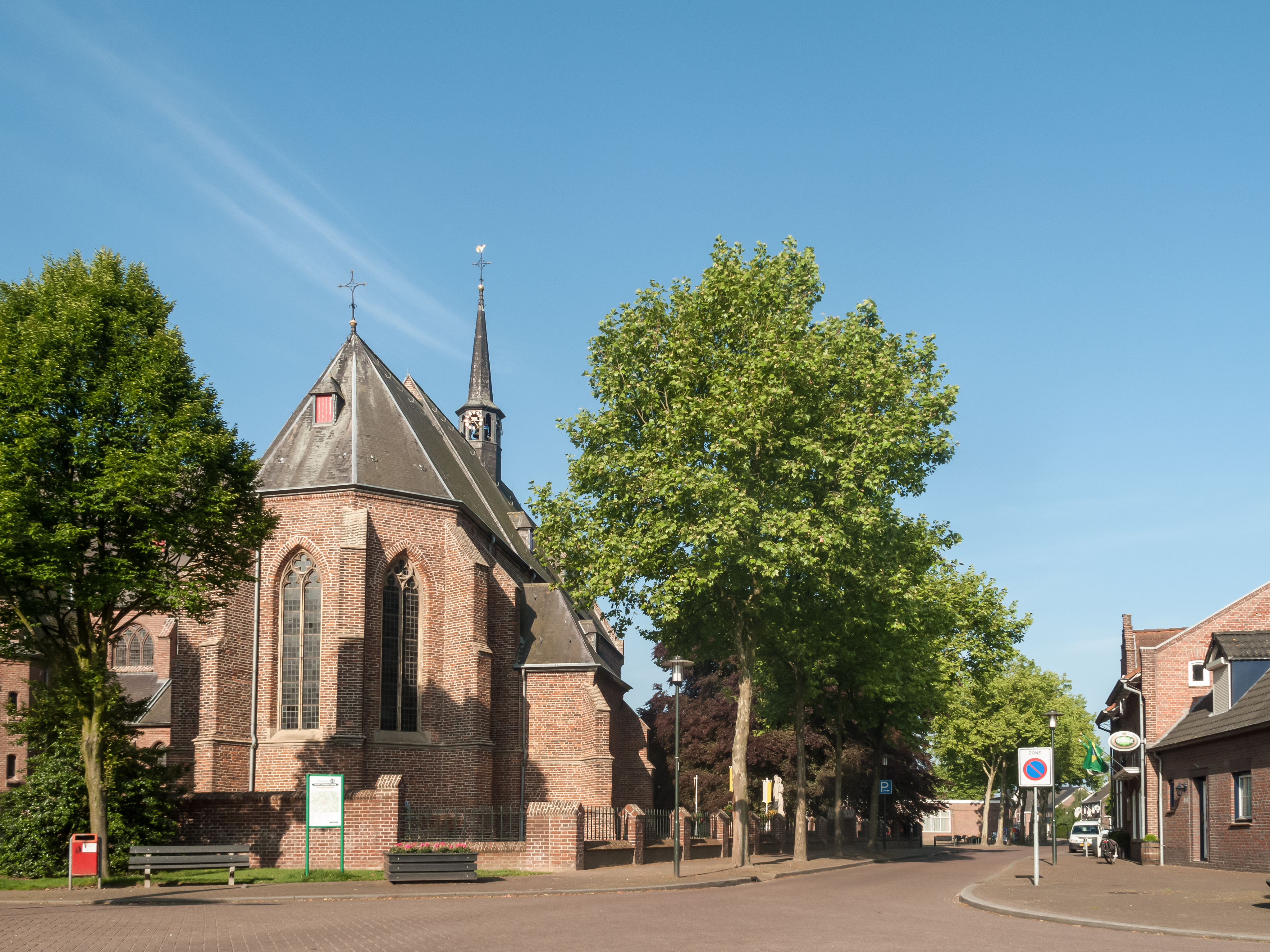
Oostrum, la iglesia: de Onze Lieve Vrouwekerk
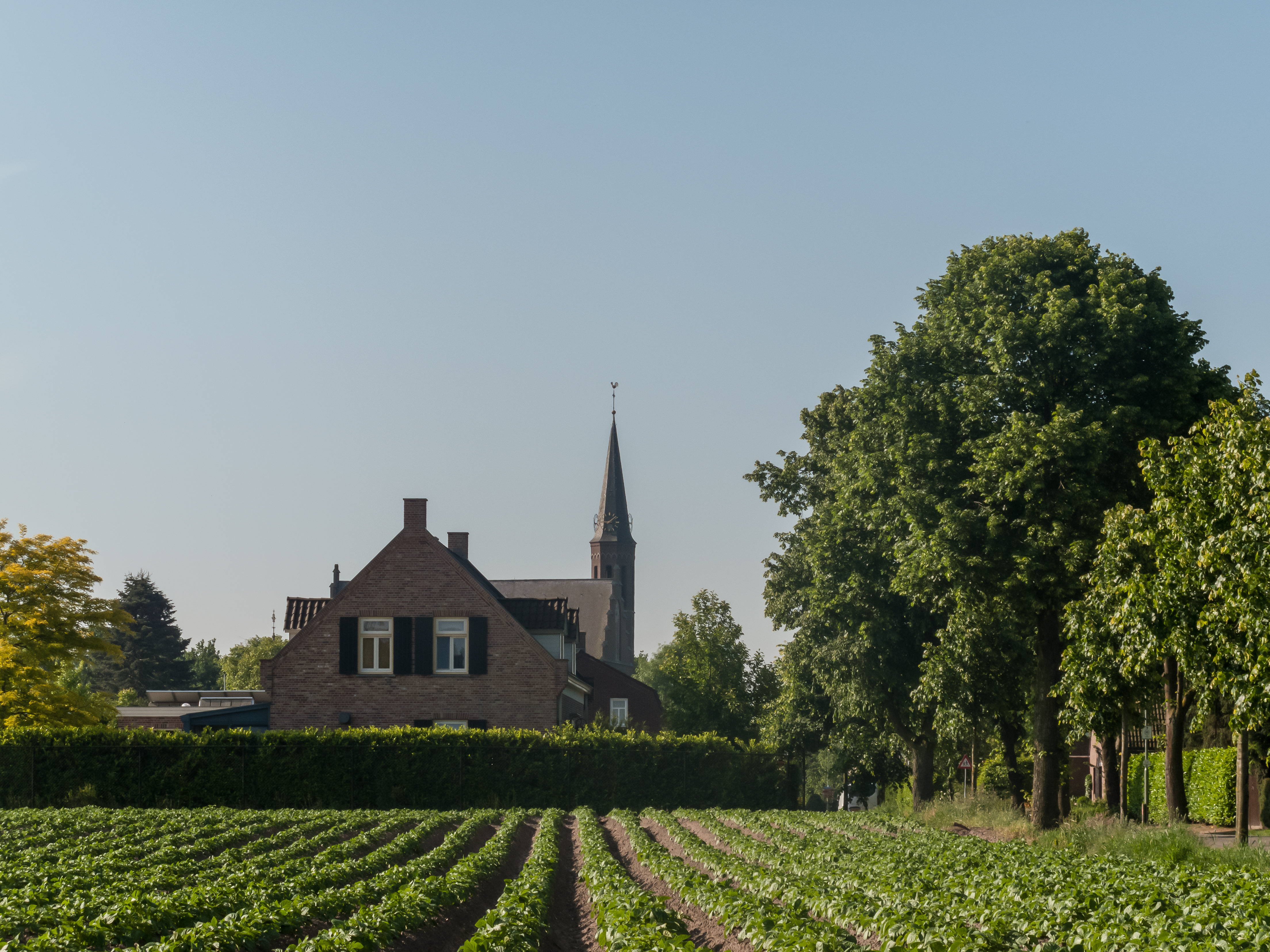
Merselo, la vista del pueblo con la torre de la iglesia (de Johannes de Doper - Sint Janskerk)
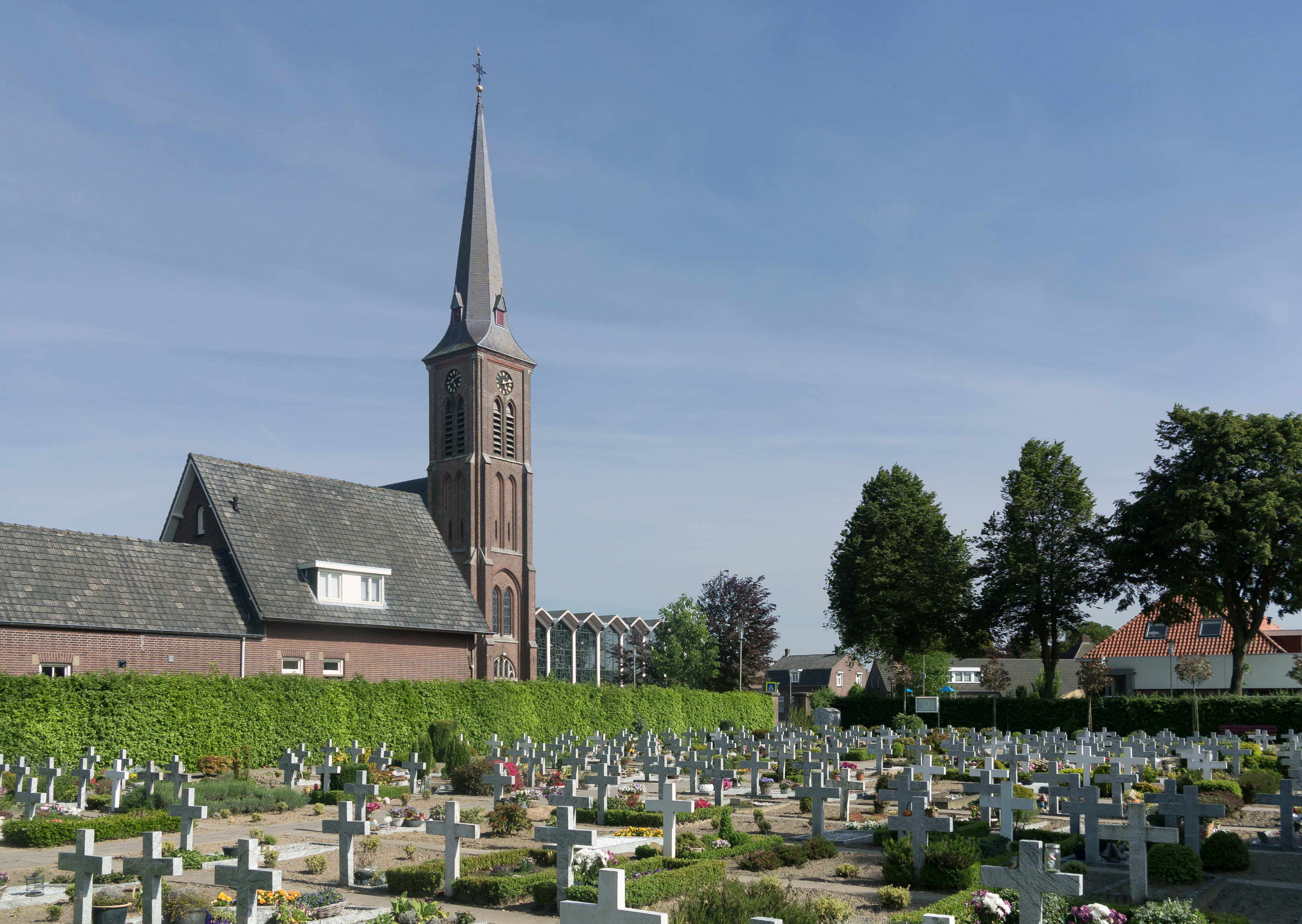
Leunen, la iglesia: de Sint Catharinakerk

## Nacidos en Venray
- Pedro Rellins (1676), escultor
- Yorick Bierstekers (1975), productor musical y Dj
- Wout Poels (1987), ciclista
- Mark Veens (1978), nadador
- Edward Linskens (1968), jugador de fútbol
- Peter Winnen (1957), ciclista ganador en Alpe d'Huez
- Michelle Courtens (1981), cantante